# Enid (Oklahoma)
Enid oder Enid City ist eine Stadt in Garfield County, Oklahoma, Vereinigte Staaten, die am Ostrand der Great Plains liegt. Das U.S. Census Bureau hat bei der Volkszählung 2020 eine Einwohnerzahl von 51.308 ermittelt. Die Stadt ist der Verwaltungssitz des Garfield County.

## Geographie und Bevölkerung
Nach den Angaben des US Census Bureau hat die Stadt Enid eine Fläche von 191,8 km². Von den 47.045 Einwohnern (Volkszählung im Jahr 2000) sind mehr als drei Viertel Weiße (87 %), die verbleibenden knapp 13 % sind Angehörige verschiedener Ethnien (Latinos, Afroamerikaner, amerikanische Indianer und weitere). Das Pro-Kopf-Einkommen betrug im Jahr 2000 17.471 $.
Die Stadt besitzt einen Flugplatz, den Enid Woodring Regional Airport, der knapp sechs Kilometer südöstlich der Stadt liegt. Etwa 20 km südlich von Enid liegt die Vance Air Force Base.

## Geschichte
Enid wurde 1893 aus Anlass des Cherokee Outlet Land Run (siehe auch Oklahoma Land Run) gegründet, als ein vorher den Cherokee zugesprochener Landstreifen (der Cherokee Outlet) an der Grenze Oklahoma-Kansas zur Besiedlung freigegeben wurde.
1941 wurde die Vance Air Force Base gegründet. Heute besitzt Enid mehrere Highschools und ein College, die Northwestern Oklahoma State University. Es war bis zu deren Bankrott im Jahr 1998 auch Sitz der Phillips University.
2000 wurde der Asteroid (13436) Enid nach der Stadt benannt.

## Partnerstadt
Seit 2010 besteht mit Kollo in Niger eine Städtepartnerschaft.

## Persönlichkeiten
- John N. Brandenburg (1929–2020), Generalleutnant der United States Army
- Clyde Vernon Cessna (1879–1954), Luftfahrtpionier und Flugzeughersteller
- Eileen Collins (* 1956), Astronautin
- Karen Dalton (1937–1993), Sängerin
- Richard Erdman (1925–2019), Schauspieler und Regisseur
- Glenda Farrell (1904–1971), Schauspielerin
- Owen K. Garriott (1930–2019), Astronaut
- Casey Grillo, Schlagzeuger (Kamelot)
- Harold Hamm (* 1945), Unternehmer
- Don Haskins (1930–2008), Basketballer
- Michael Hedges (1953–1997), Gitarrist
- Lynn Herring (* 1958), Schauspielerin
- Pat Moran (* 1934), Jazzpianistin
- Isai Rodriguez (* 1998), Langstreckenläufer
- Mark Otis Selby (* 1960/61–2017), Gitarrist, Blues-Rock-Sänger/-Schreiber und Produzent
- Kenneth M. Taylor (1919–2006), General der US-Luftwaffe